# Булгари, Николай Яковлевич
Граф Никола́й Я́ковлевич Булга́ри (1805, Санкт-Петербург — 1841) — русский офицер греческого происхождения, декабрист, член Южного общества. Осуждён, разжалован и лишён дворянства. Отбыв наказание выслужил офицерский чин.

## Биография
Происходил из дворян Санкт-Петербургской губернии. Родился в Санкт-Петербурге в 1805 году. По происхождению — грек. Сын Якова Николаевича Булгари (член тайной организации Филики Этерия) и Елизаветы из рода Кричулески. Воспитанный в частных пансионах пастора Колленца и барона Шабо, учился дома с профессорами Пажеского корпуса, в который был записан в 1809 году. С 20 апреля 1823 года — корнет кирасирского полка, с 6 апреля 1824 года — поручик.
Член Южного общества, к которому был привлечён в начале 1825 года Ф. Ф. Вадковским. Арестованный в Одессе 8 января 1826 года (27 декабря 1825), был доставлен в Петропавловскую крепость. Осуждён по 7-му разряду, по конфирмации приговорён к 2 годам каторжных работ. 22 августа 1826 года срок наказания сокращён до 1 года. В июле 1826 года лишён чинов и дворянства. Наказание отбывал в Динабургской крепости.
По ходатайству коменданта крепости Булгари было разрешено после окончания срока наказания вступить в службу рядовым. С осени 1827 года — рядовой 45-го егерского полка, дислоцированного в Финляндии. По ходатайству матери переведён в действующую армию. В 1829 году стал унтер-офицером, в 1832 году — прапорщиком. С 1832 года служил в Чугуевском уланском полку. В 1834 году произведён в поручики; 31 января 1835 года уволен с воинской службы, назначен переводчиком на таможне в городе Керчь.
В 1836 году стал чиновником по особым поручениям при керченском градоначальнике князе Захари Херхеулидзе. В конце 1830-х годов переехал в Ревель.
Умер в 1841 году.